# Elecciones generales de Brasil de 2014
Las elecciones generales de Brasil de 2014 se llevaron a cabo el 5 de octubre de 2014. Debido a que ninguna de las fórmulas presidenciales logró una mayoría absoluta de los votos emitidos, se realizó una segunda vuelta el día 26 de octubre, junto con las elecciones a la presidencia en primera vuelta, el Congreso Nacional y las gobernaciones estatales.
Las elecciones se llevaron a cabo en medio de la devastadora crisis económica de 2014. La presidenta Dilma Rousseff, del izquierdista Partido de los Trabajadores (PT), se postuló para la reelección, eligiendo como su compañero de fórmula al actual vicepresidente Michel Temer, del Movimiento Democrático Brasileño (MDB) de centro derecha. Durante su primer mandato, la presidencia de Dilma se vio sacudida por las protestas de 2013 en Brasil, iniciadas principalmente por el Movimiento Paso Libre, en respuesta a la desigualdad social en el país.
Aécio Neves, un senador del electoralmente crucial estado de Minas Gerais, ingresó a la carrera como candidato del Partido de la Social Democracia Brasileña (PSDB) de centroderecha. Neves, quien anteriormente se desempeñó como gobernador de Minas Gerais, había considerado anteriormente postularse para presidente en 2010 antes de finalmente declinar. A diferencia de las pasadas elecciones presidenciales, la candidatura del PSDB estaba formada por dos miembros del partido, con el miembro el senador de São Paulo Aloysio Nunes como su compañero de fórmula.
El exgobernador de Pernambuco Eduardo Campos, quien sirvió con Rousseff en la administración de Lula, ingresó a la carrera como una alternativa de centroizquierda a Rousseff como parte del Partido Socialista Brasileño (PSB). Para su compañera de fórmula, Campos eligió a Marina Silva, una política ambientalista del estado de Acre que inesperadamente se desempeñó bien en las elecciones presidenciales de 2010. Sin embargo, Campos murió inesperadamente en un accidente aéreo menos de dos meses antes de la primera vuelta, y Silva lo reemplazó en la candidatura a presidente.
En la primera vuelta, Dilma Rousseff obtuvo el 41,59% de los votos, por delante de Aécio Neves con el 33,55% y Marina Silva con el 21,32%. La segunda vuelta entre Rousseff y Neves del 26 de octubre, Rousseff ganó la reelección por un estrecho margen, 51,64% frente al 48,36% de Neves, el margen porcentual más estrecho en la historia republicana de Brasil hasta las elecciones de 2022.

## Contexto

### Polarización del Partido de los Trabajadores

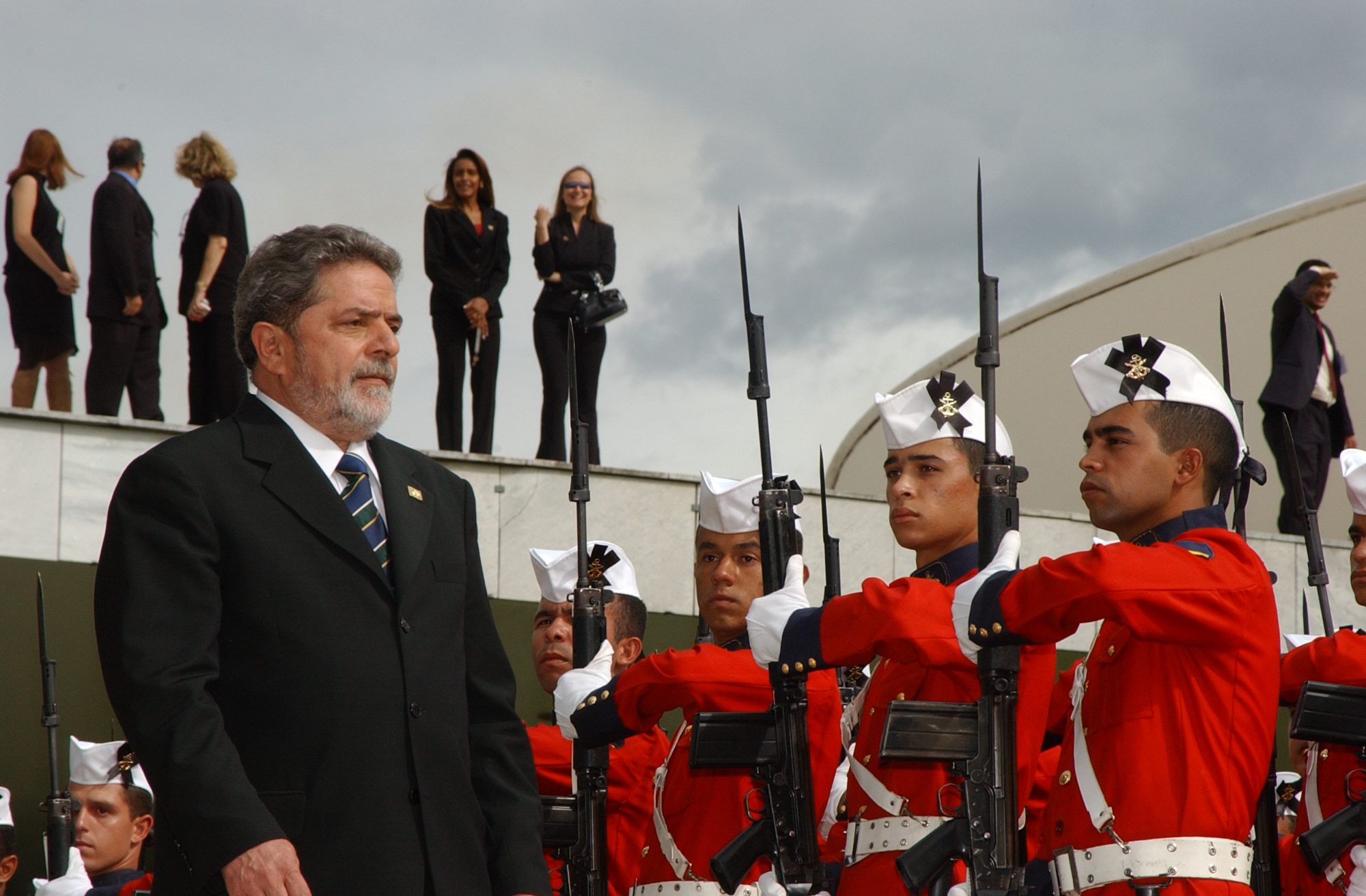
Luiz Inácio Lula da Silva durante su toma de posesión para el primer mandato en 2003.

Hasta la elección de Luiz Inácio Lula da Silva en 2002, el Partido de los Trabajadores (PT) se caracterizó como de izquierda y opuesto al gobierno de Fernando Henrique Cardoso del Partido de la Social Democracia Brasileña (PSDB). Esta situación se evidenció principalmente en la actitud del PSDB de abandonar la posición de centro-izquierda (predominante en el partido en ese momento) y alinearse con la ideología de centro-derecha. Según un estudio del doctor en ciencias políticas Yan de Souza Carreirão, al analizar la investigación de Datafolha, la preferencia política del brasileño fluctuó considerablemente entre 1989 y 2002, siendo liderado por el Partido del Movimiento Democrático Brasileño (PMDB), declarado centro, con un 19% de preferencias en 1989, mientras que en 2002, poco antes de la elección de Lula, el PT lideraba con el 21% de las preferencias de los brasileños.
A partir de entonces, las políticas sociales aplicadas por el Gobierno de Lula, especialmente Bolsa Família y Fome Zero, fueron decisivas para el fortalecimiento de la opinión pública sobre el Partido de los Trabajadores (PT). El impacto de estos programas sociales llegó a influir en las regiones geográficas donde el PT recibió votos, principalmente en las regiones Norte y Nordeste, las más afectadas por los impactos benéficos de los proyectos del gobierno de Lula, lo cual pudo ser confirmado en estudios de Sonia Luiza Terron, doctor en Ciencias Políticas en el Instituto Universitario de Investigaciones de Río de Janeiro (IUPERJ).

### Elección de 2010
El 31 de octubre de 2010, en la segunda vuelta de las elecciones de 2010, Dilma Rousseff del PT, exministra jefe de la Casa Civil del gobierno de Lula, se convirtió en la primera mujer elegida para la presidencia de la República de Brasil tras derrotar al entonces candidato Del PSDB José Serra. La campaña fue dominada por temas morales y religiosos, siendo la candidata petista víctima de folletos apócrifos distribuidos por grupos religiosos conservadores donde estaba acusada de apoyar el terrorismo, el aborto y la corrupción. La abstención fue alta, superando la marca de 20 millones de electores. En la primera vuelta, la polarización entre PT y PSDB presente en la política nacional desde 1994 se vio amenazada por la votación expresiva en Marina Silva, exministra del medio ambiente del gobierno Lula, entonces en el Partido Verde, que obtuvo cerca de 19,6 millones de votos. De cualquier forma, Dilma fue elegida con el 56,1% de los votos válidos, debido sobre todo a la aprobación del Gobierno de Lula. En diciembre de 2010, la aprobación al gobierno federal era del 80%, mientras que la aprobación al presidente Luiz Inacio Lula da Silva era del 87%.

### Protestas en Brasil de 2013
A fines de junio de 2013, los gobiernos municipal, estatal y federal enfrentaron una de las mayores manifestaciones populares en la historia de Brasil. Inicialmente, los manifestantes fueron motivados por el aumento en el precio de los pasajes de bus en varias ciudades, llegando inicialmente a los medios de comunicación, luego a discusiones académicas y finalmente a las calles. El Movimiento de Pase Libre (MPL), que coordinó las manifestaciones, se caracterizó por ser un movimiento social clásico, es decir, no institucionalizado y demandante de acciones de Estado sin comprometer la presentación de soluciones, con la defensa del pase libre como bandera principal, sin el pago del transporte público por parte de la población y la garantía de la movilidad ciudadana como deber del Estado. Otro motivo de las manifestaciones fue la Copa FIFA Confederaciones 2013 en Brasil, cuya realización coincidió con las manifestaciones. Las protestas reunieron a más de un millón de personas simultáneamente en las calles de 80 ciudades y se han convertido en las manifestaciones callejeras más grandes del país en más de dos décadas. Según el investigador francés Frédéric Louault, el gobierno fue tomado por sorpresa con las protestas, ya que no se dio cuenta de la distancia que estaba tomando de los movimientos sociales, aliados tradicionales del Partido de los Trabajadores (PT). Uno de los mayores símbolos de las manifestaciones fue el hashtag '#novaitercopa', en referencia a la realización de la Copa Mundial de la FIFA 2014 en Brasil, permaneciendo durante la mayor parte de los meses de junio y julio de 2013 en los trending topics de Twitter.
En ese momento, Dilma Rousseff tenía altos niveles de popularidad, alcanzando 79% de aprobación. Durante y después de las protestas, la popularidad de la presidenta cayó drásticamente, al igual que la mayoría de los gobernadores y alcaldes. Rousseff incluso empató con Marina Silva en una de las simulaciones de la segunda vuelta. Sin embargo, a diferencia de gobernadores y alcaldes, que prefirieron mantenerse alejados de las demandas para evitar un mayor desgaste, Rousseff presentó en televisión un plan de cinco pactos en respuesta a las principales demandas de las calles: la defensa de una mayor responsabilidad fiscal para prevenir el avance de la inflación, la propuesta de creación de una asamblea constituyente para promover la reforma política, mayores inversiones en movilidad urbana, la asignación del 100% de las regalías del presal a la educación y acciones encaminadas a mejorar la salud pública.
Según una valoración del Secretario General de la Presidencia de la República, Gilberto Carvalho, las protestas se originaron en el descontento de la población brasileña con los servicios públicos mediocres que se les ofrecián. Una opinión similar fue expresada por el politólogo francés Olivier Dabène, el corresponsal de El País Juan Arias y por el expresidente Lula en su columna en el New York Times. Según AFP, las protestas también estuvieron motivadas por el bajo crecimiento económico y la alta inflación en el país, y que fueron organizadas por jóvenes apolíticos de clase media, opinión con la que tanto Lula como Arias discrepan; según ellos, las protestas ocurrieron precisamente por el hecho de que la gente tiene más conciencia de la política nacional y no por el tema económico. Para Louault, las protestas de junio dejaron claro que el Partido de los Trabajadores (PT) se distanció de la juventud, lo que podría traer en el futuro problemas para la renovación interna del partido. A medida que las manifestaciones se volvieron cada vez más violentas a partir de julio, la participación popular en las protestas se enfrió.Según Marcia Cavallari, directora de Ibope Inteligência, el foco de las manifestaciones se perdió cuando comenzó la acción de los bloques negros y el vandalismo, provocando que la gran mayoría de las personas se manifestaran por causas legítimas inhibidas.

## Precandidaturas
Las candidaturas sólo fueron oficializadas por los partidos entre el 10 y el 30 de junio de 2014, pero los partidos políticos del país comenzaron a definir sus candidatos a la presidencia antes del período.
En el XIV Encuentro Nacional del Partido de los Trabajadores (PT), celebrado a principios de mayo de 2014, se oficializó la precandidatura a la reelección de Dilma Rousseff, poniendo fin a las especulaciones de que el expresidente Luiz Inácio Lula da Silva podría llegar a postularse nuevamente para la presidencia de la República. Una semana después, los líderes del Partido del  Movimiento Democrático Brasileño (PMDB) se reunieron en Brasilia y llegaron a la conclusión de que el entonces vicepresidente Michel Temer debía continuar como compañero de fórmula de Rousseff.
El 10 de octubre de 2013, el Partido Socialista Brasileño (PSB) decidió que el exgobernador de Pernambuco, y exaliado del PT, Eduardo Campos sería el candidato a la presidencia, luego de dejar su cargo de gobernador en abril de 2014. El 28 de noviembre, la exministra de Medio Ambiente Marina Silva, quien no logró legalizar su partido, Red de Sostenibilidad (REDE), a tiempo para las elecciones de 2014 y terminó incorporándose al PSB, anunció que Campos sería el candidato del PSB a la presidencia, poniendo fin a la especulación. que ella podría encabezar la lista del partido. El 14 de abril de 2014, Silva fue confirmada como candidata a vicepresidente en la lista del exgobernador de Pernambuco.
El 19 de noviembre de 2013, el Partido de la Social Democracia Brasileña (PSDB) definió que el senador por Minas Gerais, Aécio Neves, sería el candidato a la presidencia. El exgobernador de São Paulo y candidato derrotado en 2010, José Serra, trató de ser el candidato del partido, pero no logró obtener suficiente apoyo dentro del mismo. El 16 de diciembre de 2013, Serra publicó un breve comunicado en su cuenta de Facebook renunciando a cualquier posible nominación.
El 22 de marzo de 2014, el Partido Verde emitió una nota formalizando la candidatura de Eduardo Jorge a la presidencia de la República. Durante un evento realizado en la Asamblea Legislativa de São Paulo el mismo día, el precandidato presentó el documento 'Vive bien, vive verde', con lineamientos para la elaboración de un programa fotovoltaico para una posible gestión al frente del Gobierno Federal.
El 1 de diciembre de 2013, el Partido Socialismo y Libertad (PSOL) había elegido al senador de Amapá, Randolfe Rodrigues, como candidato del partido a la presidencia. Había derrotado a la precandidata Luciana Genro en la votación del IV Congreso Nacional del partido. Sin embargo, el 13 de junio de 2014, el PSOL anunció que el senador había renunciado a su candidatura a la presidencia y que sería reemplazado por Luciana Genro.
Everaldo Pereira del Partido Social Cristiano (PSC) también puso su nombre como precandidato a la presidencia, así como el exdiputado federal y tres veces candidato a la presidencia José Maria Eymael del Partido Socialdemócrata Cristiano (PSDC) y el presidente del Partido Renovador Laborista Brasileño (PRTB), Levy Fidelix, que se postuló para presidente en 2010. [79] Otros candidatos de 2010 que anunciaron una nueva candidatura fueron José Maria de Almeida del Partido Socialista de los Trabajadores Unificado (PSTU) y Rui Costa Pimenta del Partido de la Causa Obrera (PCO). Finalmente, el Partido Comunista Brasileño (PCB) anunció que había elegido a Mauro Iasi para representar el acrónimo en la carrera presidencial.
La abogada Denise Abreu lanzó su precandidatura para el recién creado Partido Ecológico Nacional (PEN), pero encontró resistencia dentro del partido, dificultades en la estructura de la campaña y falta de planificación. El último día de las convenciones del partido, PEN comunicó al PSDB su apoyo formal a la candidatura de Aécio Neves.

## Muerte de Eduardo Campos
El proceso electoral fue marcado por la muerte del entonces candidato del PSB, Eduardo Campos, en un accidente aéreo el 13 de agosto de 2014. En su lugar fue proclamada como candidata la exsenadora y hasta entonces aspirante a la Vicepresidencia, Marina Silva, quien a pesar del apoyo que recibió en las primeras encuestas luego de su postulación, obtuvo el tercer lugar de la votación con alrededor del 21% de los votos. Días después de la primera vuelta, la excandidata Marina Silva le entregó su apoyo para el balotaje al candidato del opositor PSDB, Aécio Neves. 

## Candidatos
La coalición es el nombre que se da a la unión de dos o más partidos políticos que presentan conjuntamente a sus candidatos para determinada elección. Las coaliciones pueden ser formadas para elecciones mayoritarias (elección de alcaldes, gobernadores, senadores y presidente de la república), proporcionales (concejales, diputados estatales, distritales y federales) o ambas. En las elecciones mayoritarias, la coalición es responsable de definir el tiempo del horario electoral gratuito de cada candidato, ya que el tamaño de la bancada parlamentaria en la Cámara de Diputados se utiliza como base del cálculo. Cuanto más diputados tenga una coalición, más su tiempo en la televisión.
| Candidato a Presidente | Candidato a Presidente | Candidato a Vicepresidente | Coalición o Partido                                                                              |
| ---------------------- | ---------------------- | -------------------------- | ------------------------------------------------------------------------------------------------ |
|                        | Dilma Rousseff         | Michel Temer               | Con la fuerza del pueblo Com a Força do Povo PT / PMDB / PSD / PP / PR / PDT / PR / PROS / PCdoB |
|                        | José Maria de Almeida  | Cláudia Durans             | Partido Socialista de los Trabajadores Unificado                                                 |
|                        | Everaldo Pereira       | Leonardo Gadelha           | Partido Social Cristiano                                                                         |
|                        | Mauro Iasi             | Sofia Manzano              | Partido Comunista Brasileño                                                                      |
|                        | José Maria Eymael      | Roberto Lopes              | Partido Socialdemócrata Cristiano                                                                |
|                        | Levy Fidelix           | José Alves de Oliveira     | Partido Renovador Laborista Brasileño                                                            |
|                        | Rui Costa Pimenta      | Ricardo Machado            | Partido de la Causa Obrera                                                                       |
|                        | Marina Silva           | Beto Albuquerque           | Unidos por el Brasil Unidos pelo Brasil PSB / PSL / PHS / PPS / PPL / PRP                        |
|                        | Eduardo Jorge          | Célia Sacramento           | Partido Verde                                                                                    |
|                        | Aécio Neves            | Aloysio Nunes              | Cambia Brasil Muda Brasil PSDB / PMN / SD / PEN / PTN / PTC / DEM / PTdoB / PTB                  |
|                        | Luciana Genro          | Jorge Paz                  | Partido Socialismo y Libertad                                                                    |

## Programa Electoral
De acuerdo con la ley electoral, todas las redes de acceso gratuito de televisión y radio deben reservar dos programas de 50 minutos al día. El tiempo reservado a cada uno de los candidatos se determina en función del número de asientos ocupados por los partidos que corresponden a su coalición en la Cámara de Diputados. Sólo 1/3 del tiempo se divide de forma igualitaria entre todos. Los programas electorales son considerados una herramienta clave de campaña en Brasil, donde la televisión y la radio son las principales fuentes de información para muchos electores. El horario electoral gratuito también incluye candidatos que concurren a cargos como Gobernador, Diputados Estadual y Federal, y senador.

### Primera Vuelta
La propaganda en la radio y la televisión en la primera vuelta va del 19 de agosto al 2 de octubre y se dividió en dos bloques diarios de 25 minutos cada uno. Para el presidente de la República, las propagandas fueron transmitidas por la radio los martes, jueves y sábados de las 7:25 a las 7h50 y de las 12h25 a las 12h50. En la televisión, fueron exhibidas los martes, jueves y sábados de las 13h a las 13h25 y de las 20h30 a las 20h55. La división de los 25 minutos se realiza sobre la base de los criterios previstos en la Ley de Elecciones, un tercio se divide entre todos y el resto toma en cuenta el tamaño de las bancadas en la Cámara de Diputados. La propaganda para diputado federal también fue a los martes, jueves y los sábados. Para senador, gobernador y diputado estadual o distrital, la propaganda fue exhibida los lunes, los miércoles y los viernes.

### Segunda Vuelta
En la segunda vuelta, las propagandas en la radio y la televisión fueron al aire de 9 a 24 de octubre, de las 7h a las 7h20 y de las 12h a las 12h20 (en la radio) y de las 13h a las 13h20 y de las 20h30 a las 20h50 (en la televisión). Dilma y Aécio tenían diez minutos cada uno.
Los estados que eligieron a un gobernador en el primer turno (Alagoas, Bahía, Espíritu Santo, Mato Grosso, Minas Gerais, Paraná, Pernambuco, Piauí, Maranhão, Santa Catarina, São Paulo, Sergipe y Tocantins) tuvieron solamente el horario político presidencial. Los estados que no eligieron a su gobernador en la Primera Vuelta (Acre, Amapá, Amazonas, Ceará, Distrito Federal, Goiás, Mato Grosso del Sur, Pará, Paraíba, Río de Janeiro, Río Grande del Norte, Río Grande del Sur, Rondonia y Roraima) tuvieron, además del tiempo de los presidenciables, el tiempo de la propaganda electoral de los candidatos al gobierno que fueron al segundo turno. Cada uno tuvo diez minutos, así como los presidenciables. El horario político de los candidatos de esos estados fue al aire de las 7:20 a las 7:40 y de las 12:20 a las 12h40 (en la radio) y de las 13:20 a las 13:40 y de las 20h50 a las 21h10 (en la televisión).

## Debates

### Primera vuelta
| Fecha      | Organizador                | Dilma Rousseff (PT) | Aécio Neves (PSDB) | Marina Silva (PSB) | Luciana Genro (PSOL) | Eduardo Jorge (PV) | Everaldo Pereira (PSC) | Levy Fidelix (PRTB) | José Maria Eymael (PSDC) | Zé Maria (PSTU) | Mauro Iasi (PCB) | Rui Costa Pimenta (PCO) |
| ---------- | -------------------------- | ------------------- | ------------------ | ------------------ | -------------------- | ------------------ | ---------------------- | ------------------- | ------------------------ | --------------- | ---------------- | ----------------------- |
| 26-08-2014 | Rede Bandeirantes          | Presente            | Presente           | Presente           | Presente             | Presente           | Presente               | Presente            | Presente                 | Presente        | Presente         | Presente                |
| 01-09-2014 | SBT, Folha, Jovem Pan, UOL | Presente            | Presente           | Presente           | Presente             | Presente           | Presente               | Presente            | Presente                 | Presente        | Presente         | Presente                |
| 16-09-2014 | TV Aparecida, CNBB         | Presente            | Presente           | Presente           | Presente             | Presente           | Presente               | Presente            | Presente                 | Presente        | Presente         | Presente                |
| 28-09-2014 | Rede Record, R7            | Presente            | Presente           | Presente           | Presente             | Presente           | Presente               | Presente            | Presente                 | Presente        | Presente         | Presente                |
| 02-10-2014 | Rede Globo, G1             | Presente            | Presente           | Presente           | Presente             | Presente           | Presente               | Presente            | Presente                 | Presente        | Presente         | Presente                |

### Segunda vuelta
| Fecha      | Organizador                | Dilma Rousseff (PT) | Aécio Neves (PSDB) |
| ---------- | -------------------------- | ------------------- | ------------------ |
| 14-10-2014 | Rede Bandeirantes          | Presente            | Presente           |
| 16-10-2014 | SBT, Folha, Jovem Pan, UOL | Presente            | Presente           |
| 19-10-2014 | Rede Record, R7            | Presente            | Presente           |
| 24-10-2014 | Rede Globo                 | Presente            | Presente           |

## Encuestas

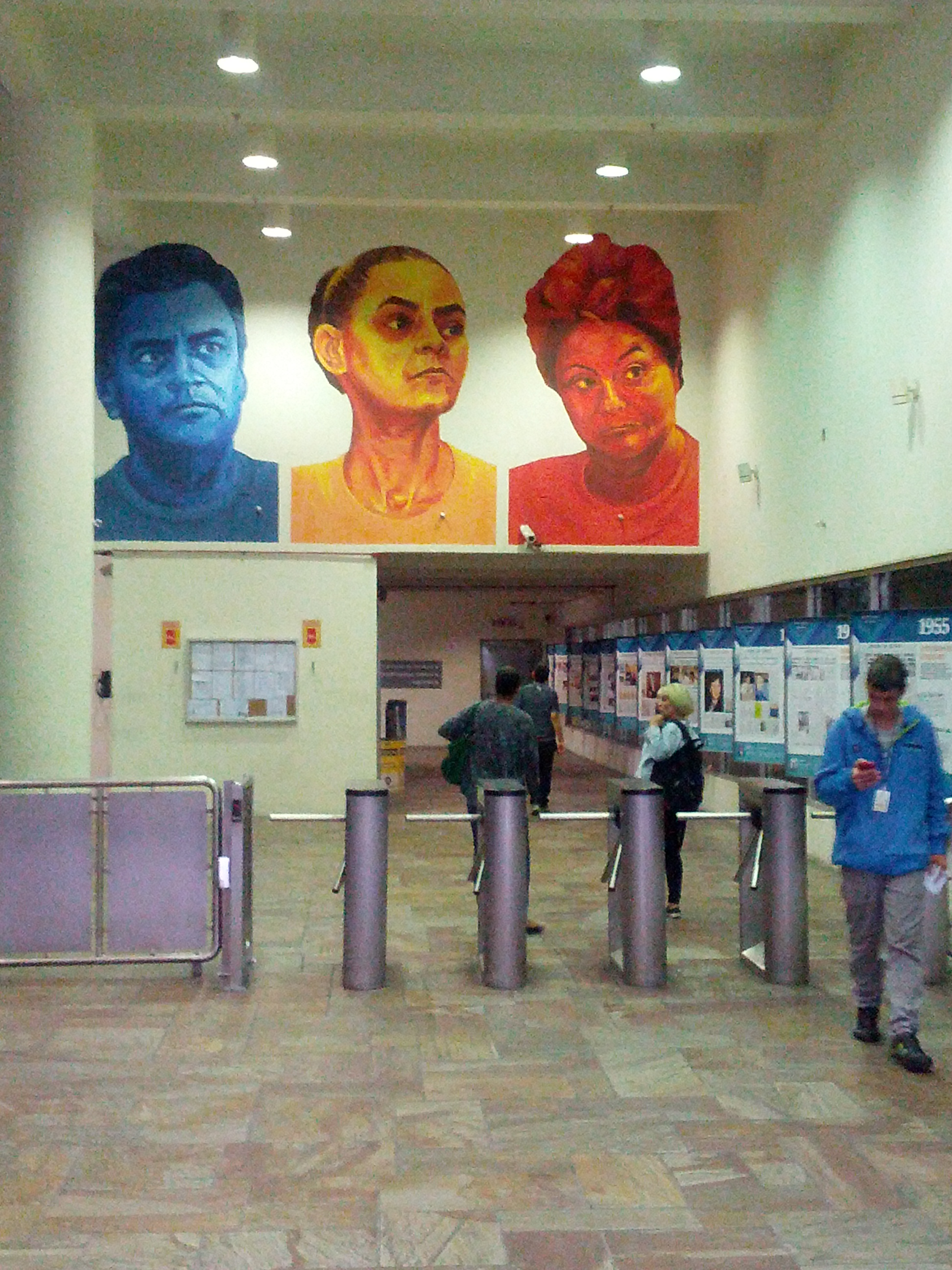
Caricatura de los principales candidatos en la entrada del diario Folha de S.Paulo.

Los institutos de investigación comenzaron a probar el escenario más probable de la elección -con Dilma Rousseff, Aécio Neves y Eduardo Campos como candidatos- a partir de la segunda semana de octubre de 2013, tras la decisión de Marina Silva de afiliarse al PSB tras el TSE Ha negado el registro de la Red de Sustentabilidad. Por lo tanto, las investigaciones realizadas a partir del 11 de octubre de 2013 no pueden compararse con las anteriores, que presentan a Marina Silva y Eduardo Campos como adversarios entre sí. En todas las investigaciones divulgadas desde entonces Dilma Rousseff vencer la disputa en la primera vuelta, ya que siempre obtiene intención de voto superior a la suma de las intenciones de voto de sus adversarios, aunque ese margen ha disminuido considerablemente en los últimos meses.
Desde el 1 de enero de 2014, los institutos de investigación están obligados a registrar sus investigaciones ante la justicia electoral.
En 2014, la Red Bandeirantes utilizará una herramienta especial para ayudar a entender cómo anda la evolución de los candidatos. El titulado Índice Band mostrará semanalmente la evolución de los votos en la disputa presidencial sobre la base de los datos de varios institutos de investigación. El responsable del Índice Band es el científico político Antonio Lavareda, que analiza las investigaciones registradas y divulgadas, siempre haciendo una media ponderada - es decir, sintetizando todos los datos en un único índice, sólo con los votos que serían válidos. 

### Primera vuelta
| Encuestadora                                                       | Fecha        | Muestra                                                                                       | Rousseff PT                                                                                   | Lula PT                                                                                       | Neves PSDB                                                                                    | Serra PSDB                                                                                    | Silva PSB/PV                                                                                  | Campos PSB                                                                                    | Genro PSOL                                                                                    | Rodrigues PSOL                                                                                | Sampaio PSOL                                                                                  | Pereira PSC                                                                                   | Jorge PV                                                                                      | Otros                                                                                         | Abst. Undec.                                                                                  | Ventaja                                                                                       |   |       |       |       |       |      |
| ------------------------------------------------------------------ | ------------ | --------------------------------------------------------------------------------------------- | --------------------------------------------------------------------------------------------- | --------------------------------------------------------------------------------------------- | --------------------------------------------------------------------------------------------- | --------------------------------------------------------------------------------------------- | --------------------------------------------------------------------------------------------- | --------------------------------------------------------------------------------------------- | --------------------------------------------------------------------------------------------- | --------------------------------------------------------------------------------------------- | --------------------------------------------------------------------------------------------- | --------------------------------------------------------------------------------------------- | --------------------------------------------------------------------------------------------- | --------------------------------------------------------------------------------------------- | --------------------------------------------------------------------------------------------- | --------------------------------------------------------------------------------------------- | - | ----- | ----- | ----- | ----- | ---- |
| Encuestadora                                                       | Fecha        | Muestra                                                                                       | Elecciones de 2014                                                                            | 5 Oct                                                                                         | –                                                                                             | 41.59%                                                                                        | –                                                                                             | 33.55%                                                                                        | –                                                                                             | 21.32%                                                                                        | –                                                                                             | 1.55%                                                                                         | –                                                                                             | Otros                                                                                         | Abst. Undec.                                                                                  | Ventaja                                                                                       | – | 0.75% | 0.61% | 0.64% | 9.64% | 8.04 |
| Ibope (exit poll)                                                  | 5 Oct        | 64,200                                                                                        | 44%                                                                                           | –                                                                                             | 30%                                                                                           | –                                                                                             | 22%                                                                                           | –                                                                                             | 1%                                                                                            | –                                                                                             | –                                                                                             | <1%                                                                                           | <1%                                                                                           | <1%                                                                                           | –                                                                                             | 14%                                                                                           |   |       |       |       |       |      |
| Datafolha                                                          | 3–4 Oct      | 18,116                                                                                        | 40%                                                                                           | –                                                                                             | 24%                                                                                           | –                                                                                             | 22%                                                                                           | –                                                                                             | 1%                                                                                            | –                                                                                             | –                                                                                             | 1%                                                                                            | 1%                                                                                            | <1%                                                                                           | 10%                                                                                           | 16%                                                                                           |   |       |       |       |       |      |
| Datafolha                                                          | 29–30 Sep    | 7,520                                                                                         | 40%                                                                                           | –                                                                                             | 20%                                                                                           | –                                                                                             | 25%                                                                                           | –                                                                                             | 1%                                                                                            | –                                                                                             | –                                                                                             | 1%                                                                                            | <1%                                                                                           | <1%                                                                                           | 10%                                                                                           | 15%                                                                                           |   |       |       |       |       |      |
| Ibope                                                              | 27–29 Sep    | 3,010                                                                                         | 39%                                                                                           | –                                                                                             | 19%                                                                                           | –                                                                                             | 25%                                                                                           | –                                                                                             | 1%                                                                                            | –                                                                                             | –                                                                                             | 1%                                                                                            | <1%                                                                                           | <1%                                                                                           | 14%                                                                                           | 14%                                                                                           |   |       |       |       |       |      |
| Ibope                                                              | 20–22 Sep    | 3,010                                                                                         | 38%                                                                                           | –                                                                                             | 19%                                                                                           | –                                                                                             | 29%                                                                                           | –                                                                                             | <1%                                                                                           | –                                                                                             | –                                                                                             | 1%                                                                                            | <1%                                                                                           | <1%                                                                                           | 12%                                                                                           | 9%                                                                                            |   |       |       |       |       |      |
| Vox Populi                                                         | 20–21 Sep    | 2,000                                                                                         | 40%                                                                                           | –                                                                                             | 17%                                                                                           | –                                                                                             | 22%                                                                                           | –                                                                                             | 1%                                                                                            | –                                                                                             | –                                                                                             | 1%                                                                                            | 0%                                                                                            | 0%                                                                                            | 18%                                                                                           | 18%                                                                                           |   |       |       |       |       |      |
| Datafolha                                                          | 17–18 Sep    | 5,340                                                                                         | 37%                                                                                           | –                                                                                             | 17%                                                                                           | –                                                                                             | 30%                                                                                           | –                                                                                             | 1%                                                                                            | –                                                                                             | –                                                                                             | 1%                                                                                            | <1%                                                                                           | <1%                                                                                           | 13%                                                                                           | 7%                                                                                            |   |       |       |       |       |      |
| Ibope                                                              | 13–15 Sep    | 3,010                                                                                         | 36%                                                                                           | –                                                                                             | 19%                                                                                           | –                                                                                             | 30%                                                                                           | –                                                                                             | <1%                                                                                           | –                                                                                             | –                                                                                             | 1%                                                                                            | <1%                                                                                           | <1%                                                                                           | 13%                                                                                           | 6%                                                                                            |   |       |       |       |       |      |
| Vox Populi Archivado el 7 de noviembre de 2020 en Wayback Machine. | 13–14 Sep    | 2,000                                                                                         | 36%                                                                                           | –                                                                                             | 15%                                                                                           | –                                                                                             | 27%                                                                                           | –                                                                                             | 1%                                                                                            | –                                                                                             | –                                                                                             | 1%                                                                                            | 1%                                                                                            | <1%                                                                                           | 20%                                                                                           | 9%                                                                                            |   |       |       |       |       |      |
| Datafolha                                                          | 8–9 Sep      | 10,568                                                                                        | 36%                                                                                           | –                                                                                             | 15%                                                                                           | –                                                                                             | 33%                                                                                           | –                                                                                             | 1%                                                                                            | –                                                                                             | –                                                                                             | 1%                                                                                            | 1%                                                                                            | <1%                                                                                           | 13%                                                                                           | 3%                                                                                            |   |       |       |       |       |      |
| CNI/Ibope                                                          | 5–8 Sep      | 2,002                                                                                         | 39%                                                                                           | –                                                                                             | 15%                                                                                           | –                                                                                             | 31%                                                                                           | –                                                                                             | <1%                                                                                           | –                                                                                             | –                                                                                             | 1%                                                                                            | <1%                                                                                           | <1%                                                                                           | 13%                                                                                           | 8%                                                                                            |   |       |       |       |       |      |
| Datafolha                                                          | 1–3 Sep      | 10,054                                                                                        | 35%                                                                                           | –                                                                                             | 14%                                                                                           | –                                                                                             | 34%                                                                                           | –                                                                                             | 1%                                                                                            | –                                                                                             | –                                                                                             | 1%                                                                                            | 1%                                                                                            | 1%                                                                                            | 13%                                                                                           | 1%                                                                                            |   |       |       |       |       |      |
| Ibope                                                              | 31 Aug–2 Sep | 2,506                                                                                         | 37%                                                                                           | –                                                                                             | 15%                                                                                           | –                                                                                             | 33%                                                                                           | –                                                                                             | <1%                                                                                           | –                                                                                             | –                                                                                             | 1%                                                                                            | <1%                                                                                           | <1%                                                                                           | 12%                                                                                           | 4%                                                                                            |   |       |       |       |       |      |
| Datafolha                                                          | 28–29 Aug    | 2,874                                                                                         | 34%                                                                                           | –                                                                                             | 15%                                                                                           | –                                                                                             | 34%                                                                                           | –                                                                                             | <1%                                                                                           | –                                                                                             | –                                                                                             | 2%                                                                                            | <1%                                                                                           | <1%                                                                                           | 14%                                                                                           | Tie                                                                                           |   |       |       |       |       |      |
| CNT/MDA                                                            | 21–24 Aug    | 2,202                                                                                         | 36.2%                                                                                         | –                                                                                             | 16.0%                                                                                         | –                                                                                             | 28.2%                                                                                         | –                                                                                             | 0.3%                                                                                          | –                                                                                             | –                                                                                             | 1.3%                                                                                          | 0.4%                                                                                          | 0.5%                                                                                          | 19.1%                                                                                         | 8.0%                                                                                          |   |       |       |       |       |      |
| Ibope                                                              | 23–25 Aug    | 2,506                                                                                         | 34%                                                                                           | –                                                                                             | 19%                                                                                           | –                                                                                             | 29%                                                                                           | –                                                                                             | 1%                                                                                            | –                                                                                             | –                                                                                             | 1%                                                                                            | <1%                                                                                           | <1%                                                                                           | 15%                                                                                           | 5%                                                                                            |   |       |       |       |       |      |
| Datafolha                                                          | 14–15 Aug    | 2,843                                                                                         | 36%                                                                                           | –                                                                                             | 20%                                                                                           | –                                                                                             | 21%                                                                                           | –                                                                                             | <1%                                                                                           | –                                                                                             | –                                                                                             | 3%                                                                                            | 1%                                                                                            | <1%                                                                                           | 17%                                                                                           | 15%                                                                                           |   |       |       |       |       |      |
| Datafolha                                                          | 14–15 Aug    | 2,843                                                                                         | 41%                                                                                           | –                                                                                             | 25%                                                                                           | –                                                                                             | –                                                                                             | –                                                                                             | <1%                                                                                           | –                                                                                             | –                                                                                             | 4%                                                                                            | 1%                                                                                            | 2%                                                                                            | 25%                                                                                           | 16%                                                                                           |   |       |       |       |       |      |
| 13 Aug                                                             | 13 Aug       | Eduardo Campos muere en un accidente áereo Marina Silva ocupa su lugar como candidata del PSB | Eduardo Campos muere en un accidente áereo Marina Silva ocupa su lugar como candidata del PSB | Eduardo Campos muere en un accidente áereo Marina Silva ocupa su lugar como candidata del PSB | Eduardo Campos muere en un accidente áereo Marina Silva ocupa su lugar como candidata del PSB | Eduardo Campos muere en un accidente áereo Marina Silva ocupa su lugar como candidata del PSB | Eduardo Campos muere en un accidente áereo Marina Silva ocupa su lugar como candidata del PSB | Eduardo Campos muere en un accidente áereo Marina Silva ocupa su lugar como candidata del PSB | Eduardo Campos muere en un accidente áereo Marina Silva ocupa su lugar como candidata del PSB | Eduardo Campos muere en un accidente áereo Marina Silva ocupa su lugar como candidata del PSB | Eduardo Campos muere en un accidente áereo Marina Silva ocupa su lugar como candidata del PSB | Eduardo Campos muere en un accidente áereo Marina Silva ocupa su lugar como candidata del PSB | Eduardo Campos muere en un accidente áereo Marina Silva ocupa su lugar como candidata del PSB | Eduardo Campos muere en un accidente áereo Marina Silva ocupa su lugar como candidata del PSB | Eduardo Campos muere en un accidente áereo Marina Silva ocupa su lugar como candidata del PSB | Eduardo Campos muere en un accidente áereo Marina Silva ocupa su lugar como candidata del PSB |   |       |       |       |       |      |
| Ibope                                                              | 3–6 Aug      | 2,506                                                                                         | 38%                                                                                           | –                                                                                             | 23%                                                                                           | –                                                                                             | –                                                                                             | 9%                                                                                            | 1%                                                                                            | –                                                                                             | –                                                                                             | 3%                                                                                            | 1%                                                                                            | 1%                                                                                            | 24%                                                                                           | 15%                                                                                           |   |       |       |       |       |      |
| Ibope                                                              | 18–21 Jul    | 2,002                                                                                         | 38%                                                                                           | –                                                                                             | 22%                                                                                           | –                                                                                             | –                                                                                             | 8%                                                                                            | 1%                                                                                            | –                                                                                             | –                                                                                             | 3%                                                                                            | 1%                                                                                            | 1%                                                                                            | 25%                                                                                           | 16%                                                                                           |   |       |       |       |       |      |
| Datafolha                                                          | 15–16 Jul    | 5,377                                                                                         | 36%                                                                                           | –                                                                                             | 20%                                                                                           | –                                                                                             | –                                                                                             | 8%                                                                                            | 1%                                                                                            | –                                                                                             | –                                                                                             | 3%                                                                                            | 1%                                                                                            | 3%                                                                                            | 27%                                                                                           | 16%                                                                                           |   |       |       |       |       |      |
| Datafolha                                                          | 1–2 Jul      | 2,857                                                                                         | 38%                                                                                           | –                                                                                             | 20%                                                                                           | –                                                                                             | –                                                                                             | 9%                                                                                            | 1%                                                                                            | –                                                                                             | –                                                                                             | 4%                                                                                            | 1%                                                                                            | 3%                                                                                            | 24%                                                                                           | 18%                                                                                           |   |       |       |       |       |      |
| Ibope Archivado el 6 de noviembre de 2020 en Wayback Machine.      | 13–15 Jun    | 2,002                                                                                         | 39%                                                                                           | –                                                                                             | 21%                                                                                           | –                                                                                             | –                                                                                             | 10%                                                                                           | –                                                                                             | –                                                                                             | –                                                                                             | 3%                                                                                            | –                                                                                             | 6%                                                                                            | 21%                                                                                           | 18%                                                                                           |   |       |       |       |       |      |
| Ibope Archivado el 15 de junio de 2014 en Wayback Machine.         | 4–7 Jun      | 2,002                                                                                         | 38%                                                                                           | –                                                                                             | 22%                                                                                           | –                                                                                             | –                                                                                             | 13%                                                                                           | –                                                                                             | –                                                                                             | –                                                                                             | 3%                                                                                            | 1%                                                                                            | 3%                                                                                            | 20%                                                                                           | 16%                                                                                           |   |       |       |       |       |      |
| Datafolha Archivado el 26 de agosto de 2018 en Wayback Machine.    | 3–5 Jun      | 4,337                                                                                         | 34%                                                                                           | –                                                                                             | 19%                                                                                           | –                                                                                             | –                                                                                             | 7%                                                                                            | –                                                                                             | –                                                                                             | –                                                                                             | –                                                                                             | –                                                                                             | –                                                                                             | 30%                                                                                           | 15%                                                                                           |   |       |       |       |       |      |
| Vox Populi                                                         | 31 May–1 Jun | 2,200                                                                                         | 40%                                                                                           | –                                                                                             | 21%                                                                                           | –                                                                                             | –                                                                                             | 8%                                                                                            | –                                                                                             | <1%                                                                                           | –                                                                                             | 2%                                                                                            | <1%                                                                                           | <1%                                                                                           | 28%                                                                                           | 19%                                                                                           |   |       |       |       |       |      |
| Ibope                                                              | 15–19 May    | 2,002                                                                                         | 40%                                                                                           | –                                                                                             | 20%                                                                                           | –                                                                                             | –                                                                                             | 11%                                                                                           | –                                                                                             | –                                                                                             | –                                                                                             | 3%                                                                                            | 1%                                                                                            | 1%                                                                                            | 24%                                                                                           | 20%                                                                                           |   |       |       |       |       |      |
| Datafolha                                                          | 7–8 May      | 2,844                                                                                         | 37%                                                                                           | –                                                                                             | 20%                                                                                           | –                                                                                             | –                                                                                             | 11%                                                                                           | –                                                                                             | 1%                                                                                            | –                                                                                             | 3%                                                                                            | 1%                                                                                            | 2%                                                                                            | 24%                                                                                           | 17%                                                                                           |   |       |       |       |       |      |
| Datafolha                                                          | 7–8 May      | 2,844                                                                                         | 41%                                                                                           | –                                                                                             | 22%                                                                                           | –                                                                                             | –                                                                                             | 14%                                                                                           | –                                                                                             | –                                                                                             | –                                                                                             | –                                                                                             | –                                                                                             | –                                                                                             | 23%                                                                                           | 19%                                                                                           |   |       |       |       |       |      |
| Datafolha                                                          | 7–8 May      | 2,844                                                                                         | –                                                                                             | 52%                                                                                           | 19%                                                                                           | –                                                                                             | –                                                                                             | 11%                                                                                           | –                                                                                             | –                                                                                             | –                                                                                             | –                                                                                             | –                                                                                             | –                                                                                             | 18%                                                                                           | 33%                                                                                           |   |       |       |       |       |      |
| Datafolha                                                          | 7–8 May      | 2,844                                                                                         | –                                                                                             | 49%                                                                                           | 17%                                                                                           | –                                                                                             | –                                                                                             | 9%                                                                                            | –                                                                                             | 1%                                                                                            | –                                                                                             | 2%                                                                                            | 1%                                                                                            | 2%                                                                                            | 19%                                                                                           | 32%                                                                                           |   |       |       |       |       |      |
| Ibope                                                              | 10–14 Apr    | 2,002                                                                                         | 37%                                                                                           | –                                                                                             | 14%                                                                                           | –                                                                                             | –                                                                                             | 6%                                                                                            | –                                                                                             | 1%                                                                                            | –                                                                                             | 2%                                                                                            | 0%                                                                                            | 1%                                                                                            | 37%                                                                                           | 23%                                                                                           |   |       |       |       |       |      |
| Ibope                                                              | 10–14 Apr    | 2,002                                                                                         | 37%                                                                                           | –                                                                                             | 14%                                                                                           | –                                                                                             | 10%                                                                                           | –                                                                                             | –                                                                                             | 1%                                                                                            | –                                                                                             | 2%                                                                                            | –                                                                                             | 0%                                                                                            | 33%                                                                                           | 23%                                                                                           |   |       |       |       |       |      |
| Vox Populi                                                         | 6–8 Apr      | 2,200                                                                                         | 40%                                                                                           | –                                                                                             | 16%                                                                                           | –                                                                                             | –                                                                                             | 10%                                                                                           | –                                                                                             | 0%                                                                                            | –                                                                                             | 2%                                                                                            | 1%                                                                                            | 3%                                                                                            | 29%                                                                                           | 22%                                                                                           |   |       |       |       |       |      |
| Datafolha                                                          | 2–3 Apr      | 2,637                                                                                         | 38%                                                                                           | –                                                                                             | 16%                                                                                           | –                                                                                             | –                                                                                             | 10%                                                                                           | –                                                                                             | 0%                                                                                            | –                                                                                             | 2%                                                                                            | 1%                                                                                            | 3%                                                                                            | 29%                                                                                           | 22%                                                                                           |   |       |       |       |       |      |
| Datafolha                                                          | 2–3 Apr      | 2,637                                                                                         | 43%                                                                                           | –                                                                                             | 18%                                                                                           | –                                                                                             | –                                                                                             | 14%                                                                                           | –                                                                                             | –                                                                                             | –                                                                                             | –                                                                                             | –                                                                                             | –                                                                                             | 25%                                                                                           | 25%                                                                                           |   |       |       |       |       |      |
| Datafolha                                                          | 2–3 Apr      | 2,637                                                                                         | 39%                                                                                           | –                                                                                             | 16%                                                                                           | –                                                                                             | 27%                                                                                           | –                                                                                             | –                                                                                             | –                                                                                             | –                                                                                             | –                                                                                             | –                                                                                             | –                                                                                             | 19%                                                                                           | 12%                                                                                           |   |       |       |       |       |      |
| Datafolha                                                          | 2–3 Apr      | 2,637                                                                                         | –                                                                                             | 52%                                                                                           | 16%                                                                                           | –                                                                                             | –                                                                                             | 11%                                                                                           | –                                                                                             | –                                                                                             | –                                                                                             | –                                                                                             | –                                                                                             | –                                                                                             | 21%                                                                                           | 36%                                                                                           |   |       |       |       |       |      |
| Datafolha                                                          | 2–3 Apr      | 2,637                                                                                         | –                                                                                             | 48%                                                                                           | 14%                                                                                           | –                                                                                             | 23%                                                                                           | –                                                                                             | –                                                                                             | –                                                                                             | –                                                                                             | –                                                                                             | –                                                                                             | –                                                                                             | 15%                                                                                           | 25%                                                                                           |   |       |       |       |       |      |
| Ibope                                                              | 13–17 Mar    | 2,002                                                                                         | 40%                                                                                           | –                                                                                             | 13%                                                                                           | –                                                                                             | –                                                                                             | 6%                                                                                            | –                                                                                             | 1%                                                                                            | –                                                                                             | 3%                                                                                            | –                                                                                             | 0%                                                                                            | 36%                                                                                           | 27%                                                                                           |   |       |       |       |       |      |
| Ibope                                                              | 13–17 Mar    | 2,002                                                                                         | 40%                                                                                           | –                                                                                             | 13%                                                                                           | –                                                                                             | 9%                                                                                            | –                                                                                             | –                                                                                             | 1%                                                                                            | –                                                                                             | 2%                                                                                            | –                                                                                             | 0%                                                                                            | 34%                                                                                           | 27%                                                                                           |   |       |       |       |       |      |
| Datafolha                                                          | 19–20 Feb    | 2,614                                                                                         | 47%                                                                                           | –                                                                                             | 17%                                                                                           | –                                                                                             | –                                                                                             | 12%                                                                                           | –                                                                                             | –                                                                                             | –                                                                                             | –                                                                                             | –                                                                                             | –                                                                                             | 24%                                                                                           | 30%                                                                                           |   |       |       |       |       |      |
| Datafolha                                                          | 19–20 Feb    | 2,614                                                                                         | 43%                                                                                           | –                                                                                             | 15%                                                                                           | –                                                                                             | 23%                                                                                           | –                                                                                             | –                                                                                             | –                                                                                             | –                                                                                             | –                                                                                             | –                                                                                             | –                                                                                             | 24%                                                                                           | 28%                                                                                           |   |       |       |       |       |      |
| Datafolha                                                          | 19–20 Feb    | 2,614                                                                                         | 42%                                                                                           | –                                                                                             | 15%                                                                                           | –                                                                                             | –                                                                                             | 8%                                                                                            | –                                                                                             | –                                                                                             | –                                                                                             | –                                                                                             | –                                                                                             | 16%                                                                                           | 20%                                                                                           | 22%                                                                                           |   |       |       |       |       |      |
| Datafolha                                                          | 19–20 Feb    | 2,614                                                                                         | 41%                                                                                           | –                                                                                             | 12%                                                                                           | –                                                                                             | 17%                                                                                           | –                                                                                             | –                                                                                             | –                                                                                             | –                                                                                             | –                                                                                             | –                                                                                             | 14%                                                                                           | 16%                                                                                           | 24%                                                                                           |   |       |       |       |       |      |
| Datafolha                                                          | 19–20 Feb    | 2,614                                                                                         | 44%                                                                                           | –                                                                                             | 16%                                                                                           | –                                                                                             | –                                                                                             | 9%                                                                                            | –                                                                                             | <1%                                                                                           | –                                                                                             | 3%                                                                                            | 1%                                                                                            | 1%                                                                                            | 26%                                                                                           | 28%                                                                                           |   |       |       |       |       |      |
| Datafolha                                                          | 19–20 Feb    | 2,614                                                                                         | –                                                                                             | 54%                                                                                           | 15%                                                                                           | –                                                                                             | –                                                                                             | 9%                                                                                            | –                                                                                             | –                                                                                             | –                                                                                             | –                                                                                             | –                                                                                             | –                                                                                             | 21%                                                                                           | 39%                                                                                           |   |       |       |       |       |      |
| Datafolha                                                          | 19–20 Feb    | 2,614                                                                                         | –                                                                                             | 51%                                                                                           | 14%                                                                                           | –                                                                                             | 19%                                                                                           | –                                                                                             | –                                                                                             | –                                                                                             | –                                                                                             | –                                                                                             | –                                                                                             | –                                                                                             | 16%                                                                                           | 32%                                                                                           |   |       |       |       |       |      |
| Vox Populi Archivado el 11 de octubre de 2014 en Wayback Machine.  | 13–15 Feb    | 2,201                                                                                         | 41%                                                                                           | –                                                                                             | 17%                                                                                           | –                                                                                             | –                                                                                             | 6%                                                                                            | –                                                                                             | <1%                                                                                           | –                                                                                             | <1%                                                                                           | –                                                                                             | <1%                                                                                           | 35%                                                                                           | 24%                                                                                           |   |       |       |       |       |      |
| Elecciones de 2010                                                 | 3 Oct 2010   | –                                                                                             | 46.91%                                                                                        | –                                                                                             | –                                                                                             | 32.61%                                                                                        | 19.33%                                                                                        | –                                                                                             | –                                                                                             | –                                                                                             | 0.87%                                                                                         | –                                                                                             | –                                                                                             | 0.28                                                                                          | 8.64%                                                                                         | 14.30                                                                                         |   |       |       |       |       |      |

### Segunda vuelta
| Encuestadora                                                    | Fecha     | Muestra | Rousseff PT   | Neves PSDB | Abst. Undec. | Ventaja |   |        |        |       |       |
| --------------------------------------------------------------- | --------- | ------- | ------------- | ---------- | ------------ | ------- | - | ------ | ------ | ----- | ----- |
| Encuestadora                                                    | Fecha     | Muestra | 2014 election | 26 Oct     | Abst. Undec. | Ventaja | – | 51.64% | 48.36% | 6.34% | 3.28% |
| Votos válidos                                                   |           |         |               |            |              |         |   |        |        |       |       |
| Vox Populi                                                      | 25 Oct    | 2,000   | 54%           | 46%        | –            | 8%      |   |        |        |       |       |
| Datafolha                                                       | 24–25 Oct | 19,318  | 52%           | 48%        | –            | 3%      |   |        |        |       |       |
| Ibope                                                           | 24–25 Oct | 3,010   | 53%           | 47%        | –            | 6%      |   |        |        |       |       |
| CNT/MDA                                                         | 23–24 Oct | 2,002   | 49.7%         | 50.3%      | –            | 0.6%    |   |        |        |       |       |
| Datafolha                                                       | 22–23 Oct | 9,910   | 53%           | 47%        | –            | 6%      |   |        |        |       |       |
| Datafolha                                                       | 21 Oct    | 4,355   | 52%           | 48%        | –            | 4%      |   |        |        |       |       |
| Ibope                                                           | 20–22 Oct | 3,010   | 54%           | 46%        | –            | 8%      |   |        |        |       |       |
| Datafolha                                                       | 20 Oct    | 4,389   | 52%           | 48%        | –            | 4%      |   |        |        |       |       |
| Vox Populi                                                      | 18–19 Oct | 2,000   | 52%           | 48%        | –            | 4%      |   |        |        |       |       |
| CNT/MDA                                                         | 18–19 Oct | 2,002   | 50.5%         | 49.5%      | –            | 1%      |   |        |        |       |       |
| Datafolha                                                       | 14–15 Oct | 9,081   | 49%           | 51%        | –            | 2%      |   |        |        |       |       |
| Ibope                                                           | 12–14 Oct | 3,010   | 49%           | 51%        | –            | 2%      |   |        |        |       |       |
| Vox Populi Archivado el 24 de enero de 2018 en Wayback Machine. | 11–12 Oct | 2,000   | 51%           | 49%        | –            | 2%      |   |        |        |       |       |
| Datafolha                                                       | 8–9 Oct   | 2,879   | 49%           | 51%        | –            | 2%      |   |        |        |       |       |
| Ibope                                                           | 7–8 Oct   | 3,010   | 49%           | 51%        | –            | 2%      |   |        |        |       |       |
| Total de votos                                                  |           |         |               |            |              |         |   |        |        |       |       |
| Vox Populi                                                      | 25 Oct    | 2,000   | 48%           | 41%        | 10%          | 7%      |   |        |        |       |       |
| Datafolha                                                       | 24–25 Oct | 19,318  | 47%           | 43%        | 10%          | 4%      |   |        |        |       |       |
| Ibope                                                           | 24–25 Oct | 3,010   | 49%           | 43%        | 8%           | 6%      |   |        |        |       |       |
| CNT/MDA                                                         | 23–24 Oct | 2,002   | 44.7%         | 45.3%      | 10.1%        | 0.6%    |   |        |        |       |       |
| Datafolha                                                       | 22–23 Oct | 9,910   | 48%           | 42%        | 10%          | 6%      |   |        |        |       |       |
| Datafolha                                                       | 21 Oct    | 4,355   | 47%           | 43%        | 10%          | 4%      |   |        |        |       |       |
| Ibope                                                           | 20–22 Oct | 3,010   | 49%           | 41%        | 10%          | 8%      |   |        |        |       |       |
| Datafolha                                                       | 20 Oct    | 4,389   | 46%           | 43%        | 11%          | 3%      |   |        |        |       |       |
| Vox Populi                                                      | 18–19 Oct | 2,000   | 46%           | 43%        | 11%          | 3%      |   |        |        |       |       |
| CNT/MDA                                                         | 18–19 Oct | 2,002   | 45.5%         | 44.5%      | 10.0%        | 1%      |   |        |        |       |       |
| Datafolha                                                       | 14–15 Oct | 9,081   | 43%           | 45%        | 12%          | 2%      |   |        |        |       |       |
| Ibope                                                           | 12–14 Oct | 3,010   | 43%           | 45%        | 12%          | 2%      |   |        |        |       |       |
| Vox Populi Archivado el 24 de enero de 2018 en Wayback Machine. | 11–12 Oct | 2,000   | 45%           | 44%        | 11%          | 1%      |   |        |        |       |       |
| Datafolha                                                       | 8–9 Oct   | 2,879   | 44%           | 46%        | 10%          | 2%      |   |        |        |       |       |
| Ibope                                                           | 7–8 Oct   | 3,010   | 44%           | 46%        | 10%          | 2%      |   |        |        |       |       |

## Resultados

### Elecciones presidenciales

Resultados por municipio en la segunda vuelta

| Candidato a Presidente              | Candidato a Presidente    | Partido                   | Candidato A Vicepresidente | Partido                   | Primera vuelta | Primera vuelta | Segunda vuelta | Segunda vuelta |
| Candidato a Presidente              | Candidato a Presidente    | Partido                   | Candidato A Vicepresidente | Partido                   | Votos          | %              | Votos          | %              |
| ----------------------------------- | ------------------------- | ------------------------- | -------------------------- | ------------------------- | -------------- | -------------- | -------------- | -------------- |
|                                     | Dilma Rousseff            | PT                        | Michel Temer               | PMDB                      | 43,267,668     | 41.59          | 54,501,118     | 51.64          |
|                                     | Aécio Neves               | PSDB                      | Aloysio Nunes              | PSDB                      | 34,897,211     | 33.55          | 51,041,155     | 48.36          |
|                                     | Marina Silva              | PSB                       | Beto Albuquerque           | PSB                       | 22,176,619     | 21.32          |                |                |
|                                     | Luciana Genro             | PSOL                      | Jorge Paz                  | PSOL                      | 1,612,186      | 1.55           |                |                |
|                                     | Everaldo Pereira          | PSC                       | Leonardo Gadelha           | PSC                       | 780,513        | 0.75           |                |                |
|                                     | Eduardo Jorge             | PV                        | Célia Sacramento           | PV                        | 630,099        | 0.61           |                |                |
|                                     | Levy Fidelix              | PRTB                      | José Alves de Oliveira     | PRTB                      | 446,878        | 0.43           |                |                |
|                                     | José Maria de Almeida     | PSTU                      | Cláudia Durans             | PSTU                      | 91,209         | 0.09           |                |                |
|                                     | José Maria Eymael         | PSDC                      | Roberto Lopes              | PSDC                      | 61,250         | 0.06           |                |                |
|                                     | Mauro Iasi                | PCB                       | Sofia Manzano              | PCB                       | 47,845         | 0.05           |                |                |
|                                     | Rui Costa Pimenta         | PCO                       | Ricardo Machado            | PCO                       | 12,324         | 0.01           |                |                |
|                                     |                           |                           |                            |                           |                |                |                |                |
| Votos válidos                       | Votos válidos             | Votos válidos             | Votos válidos              | Votos válidos             | 104 023 543    | 90.36          | 105 542 273    | 93.66          |
| Votos en blanco                     | Votos en blanco           | Votos en blanco           | Votos en blanco            | Votos en blanco           | 4 420 488      | 3.84           | 1 921 819      | 1.71           |
| Votos nulos                         | Votos nulos               | Votos nulos               | Votos nulos                | Votos nulos               | 6 678 580      | 5.80           | 5 219 787      | 4.63           |
| Total                               | Total                     | Total                     | Total                      | Total                     | 115,122,611    | 100.00         | 112,683,879    | 100.00         |
| Registrados/Participación           | Registrados/Participación | Registrados/Participación | Registrados/Participación  | Registrados/Participación | 142,822,046    | 80.61          | 142,822,046    | 78.90          |
| Source: Tribunal Superior Eleitoral |                           |                           |                            |                           |                |                |                |                |

### Elecciones legislativas

Resultado por estado en las elecciones al Senado de 2014.

#### Senado Federal

Ganador por estado en las elecciones legislativas de 2014.

| Partido                      | Partido                                                 | Votos       | %      | Electos | Total | +/–   |
| ---------------------------- | ------------------------------------------------------- | ----------- | ------ | ------- | ----- | ----- |
|                              | Partido de la Social Democracia Brasileña (PSDB)        | 23.880.078  | 26,73  | 4       | 10    | –1    |
|                              | Partido de los Trabajadores (PT)                        | 15.155.818  | 16,96  | 2       | 12    | –3    |
|                              | Partido del Movimiento Democrático Brasileño (PMDB)     | 12.129.969  | 13,60  | 5       | 18    | –1    |
|                              | Partido Socialista Brasileño (PSB)                      | 12.123.194  | 13,58  | 3       | 7     | +3    |
|                              | Partido Social Democrático (PSD)                        | 7.147.245   | 8,00   | 2       | 3     | Nuevo |
|                              | Partido Democrático Laborista (PDT)                     | 3.609.643   | 4,04   | 4       | 8     | +4    |
|                              | Demócratas (DEM)                                        | 3.515.426   | 3,93   | 3       | 5     | –1    |
|                              | Partido Laborista Brasileño (PTB)                       | 2.803.999   | 3,14   | 2       | 3     | –3    |
|                              | Partido Republicano de Orden Social (PROS)              | 2.234.132   | 2,50   | 0       | 1     | Nuevo |
|                              | Partido Progresista (PP)                                | 1.931.738   | 2,16   | 1       | 5     | +1    |
|                              | Partido Socialismo y Libertad (PSOL)                    | 1.045.275   | 1,17   | 0       | 1     | –1    |
|                              | Partido Comunista de Brasil (PCdoB)                     | 803.144     | 0,90   | 0       | 1     | –1    |
|                              | Partido Verde (PV)                                      | 723.576     | 0,81   | 0       | 1     | +1    |
|                              | Partido de la República (PR)                            | 696.462     | 0,78   | 1       | 4     | –     |
|                              | Solidaridad (SDD)                                       | 370.507     | 0,41   | 0       | 1     | Nuevo |
|                              | Partido Socialista de los Trabajadores Unificado (PSTU) | 355.585     | 0,40   | 0       | 0     | –     |
|                              | Partido Republicano Brasileño (PR)                      | 301.162     | 0,34   | 0       | 1     | –     |
|                              | Partido Republicano Progresista (PRP)                   | 170.257     | 0,19   | 0       | 0     | –     |
|                              | Partido Comunista Brasileño (PCB)                       | 68.199      | 0,08   | 0       | 0     | –     |
|                              | Partido Ecológico Nacional (PEN)                        | 65.597      | 0,07   | 0       | 0     | Nuevo |
|                              | Partido de la Movilización Nacional (PMN)               | 57.911      | 0,06   | 0       | 0     | –1    |
|                              | Partido Renovador Laborista Brasileño (PRTB)            | 38.429      | 0,04   | 0       | 0     | –     |
|                              | Partido Socialdemócrata Cristiano (PSDC)                | 31.011      | 0,03   | 0       | 0     | –     |
|                              | Partido Patria Libre (PPL)                              | 29.366      | 0,03   | 0       | 0     | Nuevo |
|                              | Partido Laborista Cristiano (PTC)                       | 21.993      | 0,02   | 0       | 0     | –     |
|                              | Partido Social Cristiano (PSC)                          | 19.286      | 0,02   | 0       | 0     | –1    |
|                              | Partido Laborista de Brasil (PTdoB)                     | 11.300      | 0,01   | 0       | 0     | –     |
|                              | Partido de la Causa Obrera (PCO)                        | 8.561       | 0,01   | 0       | 0     | –     |
|                              | Partido Laborista Nacional (PTN)                        | 2.741       | 0,00   | 0       | 0     | –     |
|                              |                                                         |             |        |         |       |       |
| Votos válidos                | Votos válidos                                           | 89,351,604  | 77.76  | –       | –     | –     |
| Votos en blanco              | Votos en blanco                                         | 11,401,280  | 9.92   | –       | –     | –     |
| Votos nulos                  | Votos nulos                                             | 14,153,698  | 12.32  | –       | –     | –     |
| Total                        | Total                                                   | 114.906.582 | 100.00 | 27      | 81    | 0     |
| Registrados/Participación    | Registrados/Participación                               | 142.384.193 | 80,70  | -1,23   | -1,23 | -1,23 |
| Fuente: Recursos Electorales |                                                         |             |        |         |       |       |

Fue renovado un tercio del Senado.
| Bandera | Estado               | UF | Senadores               | Partido | Número |
| ------- | -------------------- | -- | ----------------------- | ------- | ------ |
|         | Acre                 | AC | Gladson Cameli          | PP      | 111    |
|         | Alagoas              | AL | Fernando Collor         | PTB     | 144    |
|         | Amapá                | AP | Davi Alcolumbre         | DEM     | 255    |
|         | Amazonas             | AM | Omar Aziz               | PSD     | 555    |
|         | Bahía                | BA | Otto Alencar            | PSD     | 555    |
|         | Ceará                | CE | Tasso Jereissati        | PSDB    | 456    |
|         | Distrito Federal     | DF | José Antônio Reguffe    | PDT     | 123    |
|         | Espírito Santo       | ES | Rose de Freitas         | PMDB    | 156    |
|         | Goiás                | GO | Ronaldo Caiado          | DEM     | 251    |
|         | Maranhão             | MA | Roberto Rocha           | PSB     | 400    |
|         | Mato Grosso          | MT | Wellington Fagundes     | PR      | 222    |
|         | Mato Grosso del Sur  | MS | Simone Tebet            | PMDB    | 151    |
|         | Minas Gerais         | MG | Antônio Anastasia       | PSDB    | 456    |
|         | Pará                 | PA | Paulo Rocha             | PT      | 131    |
|         | Paraíba              | PB | José Maranhão           | PMDB    | 155    |
|         | Paraná               | PR | Álvaro Dias             | PSDB    | 456    |
|         | Pernambuco           | PE | Fernando Bezerra Coelho | PSB     | 400    |
|         | Piauí                | PI | Elmano Férrer           | PTB     | 141    |
|         | Río de Janeiro       | RJ | Romário                 | PSB     | 400    |
|         | Río Grande del Norte | RN | Fátima Bezerra          | PT      | 131    |
|         | Río Grande del Sur   | RS | Lasier Martins          | PDT     | 123    |
|         | Rondonia             | RO | Acir Gurgacz            | PDT     | 123    |
|         | Roraima              | RR | Telmário Mota           | PDT     | 123    |
|         | Santa Catarina       | SC | Dário Berger            | PMDB    | 155    |
|         | São Paulo            | SP | José Serra              | PSDB    | 456    |
|         | Sergipe              | SE | Maria do Carmo Alves    | DEM     | 251    |
|         | Tocantins            | TO | Kátia Abreu             | PMDB    | 155    |

#### Cámara de Diputados
| Partido                      | Partido                                                 | Votos       | %      | Escaños | +/–   |
| ---------------------------- | ------------------------------------------------------- | ----------- | ------ | ------- | ----- |
|                              | Partido de los Trabajadores (PT)                        | 13.554.166  | 13,93  | 69      | –19   |
|                              | Partido de la Social Democracia Brasileña (PSDB)        | 11.073.631  | 11,38  | 54      | –     |
|                              | Partido del Movimiento Democrático Brasileño (PMDB)     | 10.791.949  | 11,09  | 66      | –12   |
|                              | Partido Progresista (PP)                                | 6.429.791   | 6,61   | 38      | –3    |
|                              | Partido Socialista Brasileño (PSB)                      | 6.267.878   | 6,44   | 34      | –     |
|                              | Partido Social Democrático (PSD)                        | 5.967.953   | 6,13   | 36      | Nuevo |
|                              | Partido de la República (PR)                            | 5.635.519   | 5,79   | 34      | –7    |
|                              | Partido Republicano Brasileño (PRB)                     | 4.423.993   | 4,55   | 21      | +14   |
|                              | Demócratas (DEM)                                        | 4.085.487   | 4,20   | 21      | –22   |
|                              | Partido Laborista Brasileño (PTB)                       | 3.914.193   | 4,03   | 25      | +4    |
|                              | Partido Democrático Laborista (PDT)                     | 3.469.168   | 3,57   | 19      | –9    |
|                              | Solidaridad (SDD)                                       | 2.689.701   | 2,76   | 15      | Nuevo |
|                              | Partido Social Cristiano (PSC)                          | 2.520.421   | 2,59   | 13      | –4    |
|                              | Partido Verde (PV)                                      | 2.004.464   | 2,06   | 8       | –7    |
|                              | Partido Republicano de Orden Social (PROS)              | 1.977.117   | 2,03   | 11      | Nuevo |
|                              | Partido Popular Socialista (PPS)                        | 1.955.689   | 2,01   | 10      | –2    |
|                              | Partido Comunista de Brasil (PCdoB)                     | 1.913.015   | 1,97   | 10      | –5    |
|                              | Partido Socialismo y Libertad (PSOL)                    | 1.745.470   | 1,79   | 5       | +2    |
|                              | Partido Humanista de la Solidaridad (PHS)               | 926.664     | 0,97   | 5       | +3    |
|                              | Partido Laborista de Brasil (PTdoB)                     | 812.497     | 0,85   | 1       | –2    |
|                              | Partido Social Liberal (PSL)                            | 808.710     | 0,83   | 1       | –     |
|                              | Partido Republicano Progresista (PRP)                   | 724.825     | 0,75   | 3       | +1    |
|                              | Partido Laborista Nacional (PTN)                        | 723.182     | 0,74   | 4       | +4    |
|                              | Partido Ecológico Nacional (PEN)                        | 667.983     | 0,63   | 2       | Nuevo |
|                              | Partido Socialdemócrata Cristiano (PSDC)                | 509.936     | 0,52   | 2       | +2    |
|                              | Partido de la Movilización Nacional (PMN)               | 467.777     | 0,48   | 3       | –1    |
|                              | Partido Renovador Laborista Brasileño (PRTB)            | 454.190     | 0,47   | 1       | –1    |
|                              | Partido Laborista Cristiano (PTC)                       | 338.117     | 0,35   | 2       | +1    |
|                              | Partido Socialista de los Trabajadores Unificado (PSTU) | 188.473     | 0,19   | 0       | –     |
|                              | Partido Patria Libre (PPL)                              | 141.254     | 0,15   | 0       | Nuevo |
|                              | Partido Comunista Brasileño (PCB)                       | 66.979      | 0,07   | 0       | –     |
|                              | Partido de la Causa Obrera (PCO)                        | 12.969      | 0,01   | 0       | –     |
|                              |                                                         |             |        |         |       |
| Votos válidos                | Votos válidos                                           | 97,263,161  | 94.64  | –       | –     |
| Votos en blanco              | Votos en blanco                                         | 10,106,586  | 8.80   | –       | –     |
| Votos nulos                  | Votos nulos                                             | 7,536,833   | 6.56   | –       | –     |
| Total                        | Total                                                   | 114.906.580 | 100.00 | 513     | 0     |
| Registrados/Participación    | Registrados/Participación                               | 142.384.193 | 80,70  | -1,23   | -1,23 |
| Fuente: Recursos Electorales |                                                         |             |        |         |       |

### Elecciones estatales

#### Gobernadores electos
En las mismas fechas de las elecciones presidenciales se llevaron a cabo las de gobernadores de los estados, resultando electos los siguientes:
| Bandera | Estado               | UF | Gobernador          | Partido | Vicegobernador        | Coalición |
| ------- | -------------------- | -- | ------------------- | ------- | --------------------- | --- |
|         | Acre                 | AC | Tião Viana          | PT      | Nazareth Lambert      | Frente Popular de Acre PT/PDT/PSB/PCdoB/PRB/PTB/PROS/PTN/PSL/PEN/PHS/PSDC/PRP                                       |
|         | Alagoas              | AL | Renan Filho         | PMDB    | Luciano Barbosa       | Con el Pueblo para Alagoas Cambiar PMDB/PT/PDT/PV/PCdoB/PROS/PSD/PTB/PSC/PTdoB/PHS                                  |
|         | Amapá                | AP | Waldez Góes         | PDT     | Papaléo Paes          | La Fuerza del Pueblo PDT/PP/PMDB                                                                                    |
|         | Amazonas             | AM | José Melo           | PROS    | Henrique Oliveira     | Haciendo Más Por Nuestra Gente PROS/DEM/PSDB/PR/PSD/PV/PSC/PSL/PTC/PTN/PRTB/SD/PEN/PRP                              |
|         | Bahía                | BA | Rui Costa           | PT      | João Leão             | Para Cambiar Más Bahía PT/PP/PCdoB/PDT/PR/PTB/PSD/PMN/PTdoB                                                         |
|         | Ceará                | CE | Camilo Santana      | PT      | Izolda Cela           | Para Seguir Cambiando Ceará PT/PROS/PDT/PCdoB/PP/PTB/PV/PRB/PSD/PSL/PMN/SD/PTC/PTdoB/PHS/PRTB/PEN/PPL               |
|         | Distrito Federal     | DF | Rodrigo Rollemberg  | PSB     | Renato Santana        | Somos Todos Brasília PSB/PDT/PSD/SD                                                                                 |
|         | Espírito Santo       | ES | Paulo Hartung       | PMDB    | César Colnago         | El Espírito Santo Puede Mucho Más PMDB/PSDB/DEM/PROS/SD/PEN/PRP                                                     |
|         | Goiás                | GO | Marconi Perillo     | PSDB    | José Eliton           | Garantía de un Futuro Mejor PSDB/DEM/PPS/PDT/PRB/PROS/PV/PPS/PSD/PP/PR/PTB/PMN/PSL/PHS/PEN/PTC/PTdoB                |
|         | Maranhão             | MA | Flávio Dino         | PCdoB   | Carlos Brandão        | Todos Por Maranhão PCdoB/PSDB/PSB/PPS/PDT/PROS/PTC/PP/SD                                                            |
|         | Mato Grosso          | MT | Pedro Taques        | PDT     | Carlos Fávaro         | Coraje y Actitud Para Cambiar PDT/PP/PSDB/DEM/PSB/PRB/PPS/PTB/PV/PSC/PSL/PSDC/PRP                                   |
|         | Mato Grosso del Sur  | MS | Reinaldo Azambuja   | PSDB    | Rose Modesto          | Nuevo Tiempo PSDB/DEM/PPS/PSD/PMN/SD                                                                                |
|         | Minas Gerais         | MG | Fernando Pimentel   | PT      | Antônio Andrade       | Minas Para Usted PT/PMDB/PCdoB/PROS/PRB                                                                             |
|         | Pará                 | PA | Simão Jatene        | PSDB    | Zequinha Marinho      | Juntos Con el Pueblo PSDB/PSB/PP/PRB/PPS/PTB/PSD/PSC/PMN/PTC/PSDC/PRP/PEN/PTdoB                                     |
|         | Paraíba              | PB | Ricardo Coutinho    | PSB     | Lígia Feliciano       | La Fuerza del Trabajo PSB/PT/DEM/PCdoB/PV/PDT/PSL/PPL/PRTB/PRP/PHS                                                  |
|         | Paraná               | PR | Beto Richa          | PSDB    | Cida Borghetti        | Todos Por Paraná PSDB/PROS/DEM/PSB/PPS/PP/PR/PSC/PSD/PTB/PSL/PMN/PSDC/SD/PEN/PHS/PTdoB                              |
|         | Pernambuco           | PE | Paulo Câmara        | PSB     | Raul Henry            | Frente Popular de Pernambuco PSB/PMDB/PSDB/DEM/PCdoB/PPS/PSD/PP/PV/PR/PROS/PSDC/PSL/PTC/PEN/PHS/PRP/SD/PRTB/PTN/PPL |
|         | Piauí                | PI | Wellington Dias     | PT      | Margarete Coelho      | La Victoria Con la Fuerza del Pueblo PT/PP/PROS/PTB/PHS/SD/PRP                                                      |
|         | Río de Janeiro       | RJ | Luiz Fernando Pezão | PMDB    | Francisco Dornelles   | El Río en 1º Lugar PMDB/PP/PSDB/DEM/PSD/PPS/PSC/PSL/PMN/PSDC/PTC/SD/PTN/PRP/PRTB/PEN/PTB/PHS                        |
|         | Río Grande del Norte | RN | Robinson Faria      | PSD     | Fábio Dantas          | Liderados Por el Pueblo PSD/PCdoB/PT/PP/PTC/PRTB/PEN/PTdoB                                                          |
|         | Río Grande del Sur   | RS | José Ivo Sartori    | PMDB    | José Paulo Cairoli    | Un Nuevo Camino Para el Río Grande PMDB/PSD/PPS/PSB/PSL/PSDC/PHS/PTdoB                                              |
|         | Rondonia             | RO | Confúcio Moura      | PMDB    | Daniel Pereira        | Rondônia en el Camino Correcto PMDB/PSB/PDT/PTB/PCdoB/PSL/PTN/PRTB/PRP                                              |
|         | Roraima              | RR | Suely Campos        | PP      | Paulo Quartiero       | Salve Roraima PP/DEM/PTB                                                                                            |
|         | Santa Catarina       | SC | Raimundo Colombo    | PSD     | Eduardo Pinho Moreira | Santa Catarina en Primer Lugar PSD/PMDB/DEM/PCdoB/PTB/PDT/PROS/PR/PRB/PV/PSC/PSDC                                   |
|         | São Paulo            | SP | Geraldo Alckmin     | PSDB    | Márcio França         | Aquí es São Paulo PSDB/PSB/DEM/PPS/PRB/PSC/PSL/PSDC/PMN/PTC/SD/PTN/PEN/PTdoB                                        |
|         | Sergipe              | SE | Jackson Barreto     | PMDB    | Belivaldo Chagas      | Ahora es el Pueblo PMDB/PSB/PT/PDT/PCdoB/PROS/PSD/PRB/PRTB/PSDC/PRP                                                 |
|         | Tocantins            | TO | Marcelo Miranda     | PMDB    | Cláudia Lelis         | La Experiencia Hace el Cambio PMDB/PT/PSD/PV                                                                        |